# Пучеглазиха
Пучеглазиха — река, протекает по территории Енисейского района Красноярского края. Длина реки составляет 104 км, площадь водосборного бассейна насчитывает 850 км². Река является левобережным притоком Енисея, впадая в него на 1900 км от устья. Высота устья — 56 м над уровнем моря.

## Данные водного реестра
По данным государственного водного реестра России относится к Енисейскому бассейновому округу, речной бассейн реки — Енисей, речной подбассейн реки — Бассейн притоков Енисея между участками впадения Ангары и Подкаменной Тунгуски. Водохозяйственный участок реки — Енисей от впадения реки Ангара до водомерного поста у села Ярцево.
Код водного объекта в государственном водном реестре — 17010400112116100028190.